# 涡螺总科
涡螺总科（學名：Volutoidea）是新腹足目的一個捕食性海螺的腹足纲软体动物总科，設立於2017年的《布歇特等人的腹足類分類》。本總科的成員包括有在海洋及鹹淡水交界的螺隻，也同時包括現生種及化石種，但並不包括淡水物種。

## 形態描述
本總科之下各科物種之螺殼的變化頗大，而且也戴有不同程度的裝飾。殼口普遍呈鵝蛋形，而且其虹管明顯易見。

## 分類

### 2017年分類
根據2017年的《布歇等人的腹足類分類》，涡螺总科包括下列各科：
- 核螺科 Cancellariidae Forbes & Hanley, 1851
- family Cystiscidae（英语：Cystiscidae） Stimpson, 1865：15個屬；
- family Granulinidae（英语：Granulinidae） G. A. Coovert & H. K. Coovert, 1995
- 穀米螺科 Marginellidae Fleming（英语：John Fleming (naturalist)）, 1828：30個屬；
- family Marginellonidae（英语：Marginellonidae） Coan, 1965
- 涡螺科 Volutidae Rafinesque, 1815：包括49個屬。

異名：
- Paladmetidae Stephenson, 1941 †：Admetinae Troschel, 1865的異名；
- Plesiocystiscidae G. A. Coovert & H. K. Coovert, 1995：Plesiocystiscinae（英语：Plesiocystiscinae） G. A. Coovert & H. K. Coovert, 1995的異名

但根據2019年另一項對於穀米螺科及Cystiscidae科物種（即俗稱的「類穀米螺物種」）的分子生物學研究，Granulinidae科被從涡螺总科剔除，成為了新腹足目之下總科未定的一個科。

## 圖庫

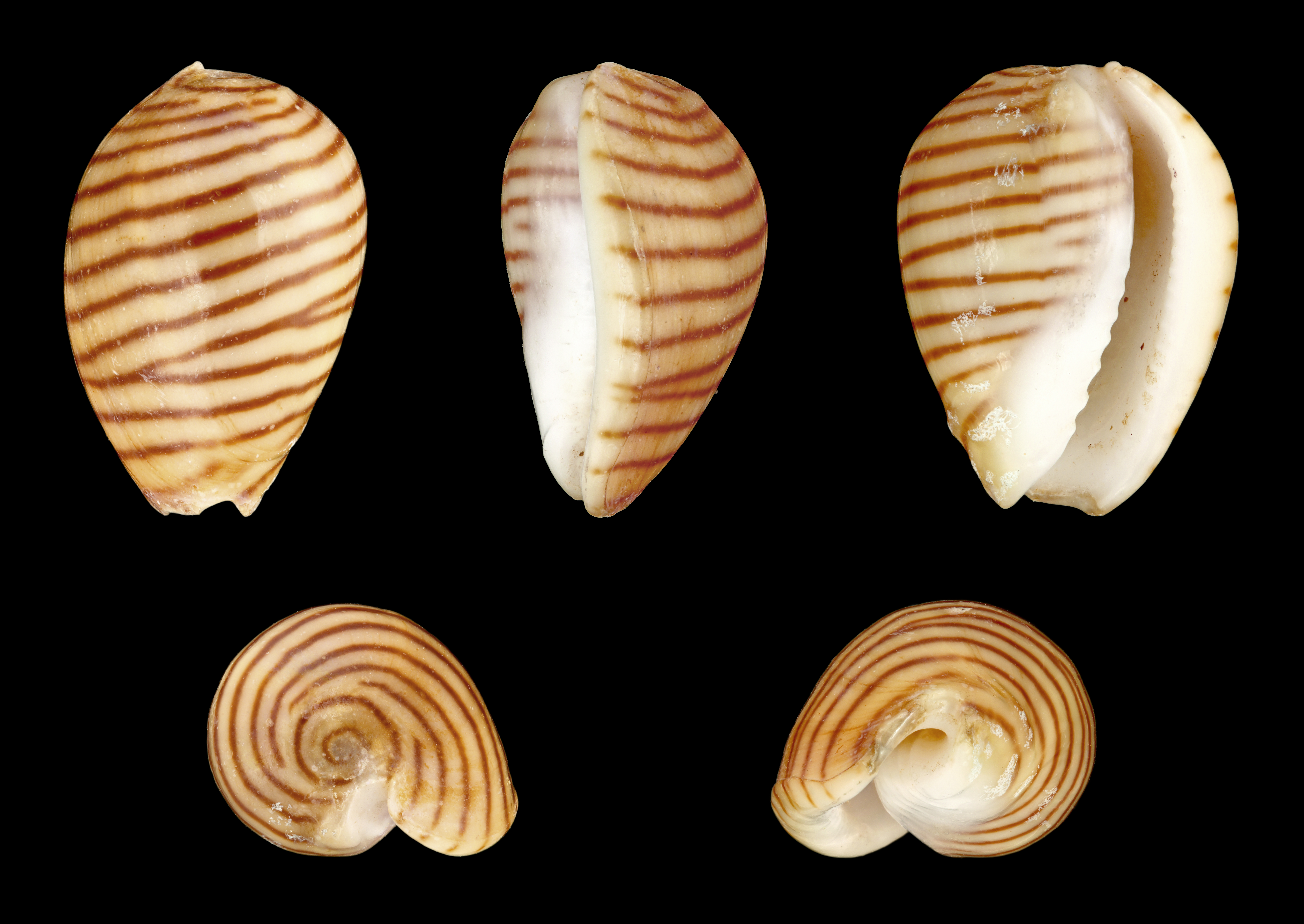
Persicula cingulata（英语：Persicula cingulata）, Cystiscidae（英语：Cystiscidae）
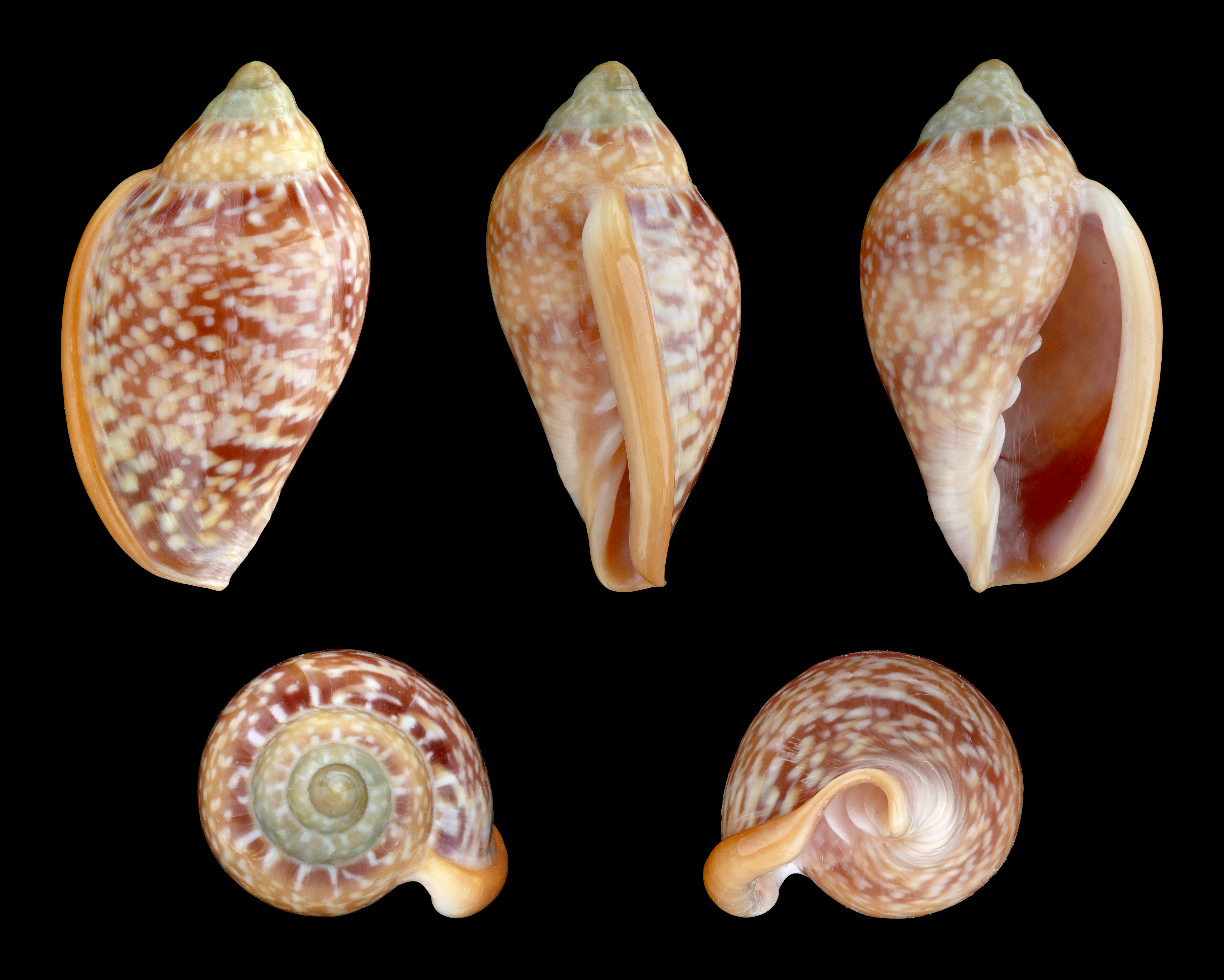
Marginella glabella（英语：Marginella glabella）, Marginellidae
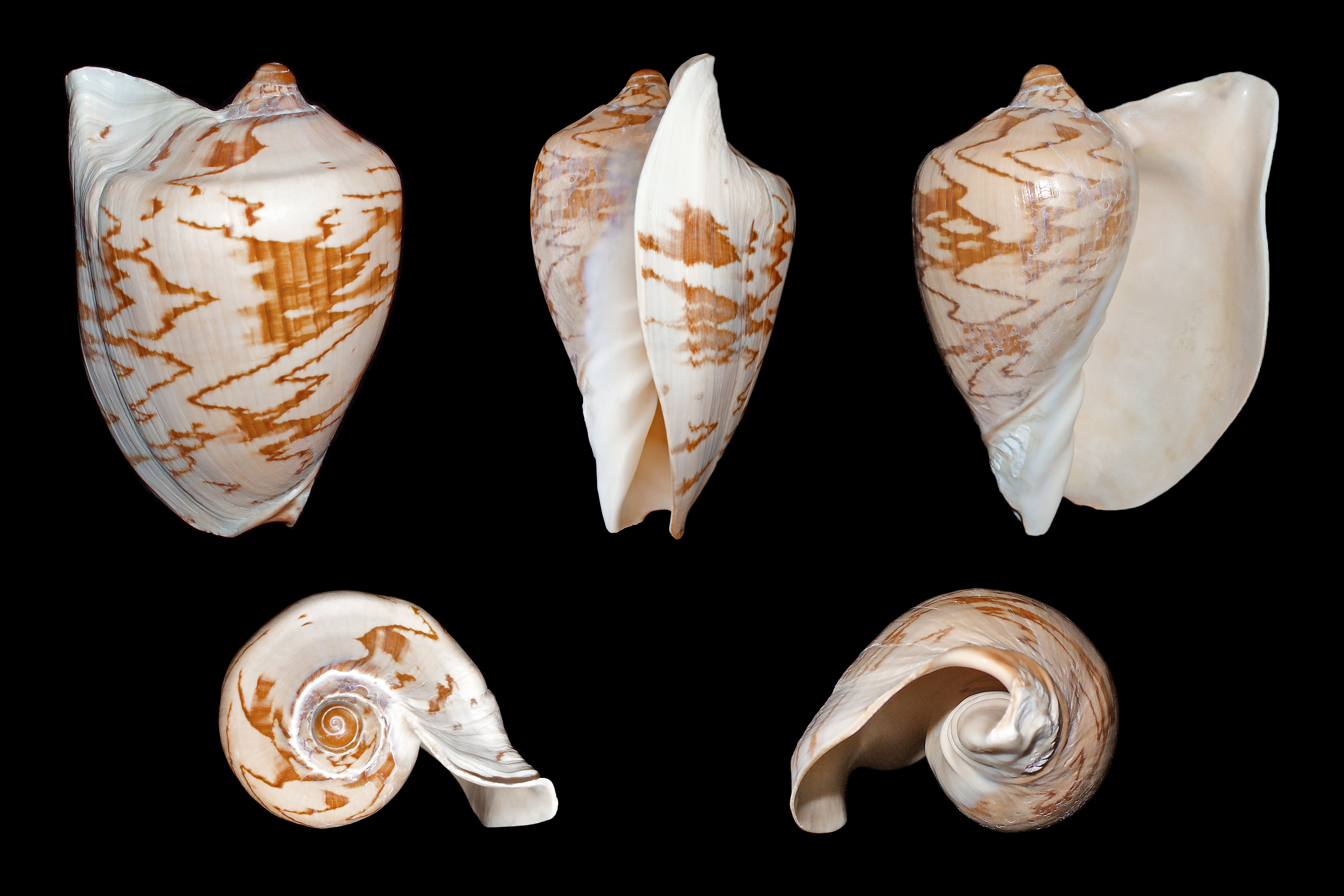
舞袖涡螺（Cymbiola nobilis，涡螺科）

## 外部連結
- 維基物種上的相關：涡螺总科